# DeepMind
Google DeepMind (wcześniej DeepMind Technologies Limited) – brytyjskie przedsiębiorstwo zajmujące się sztuczną inteligencją, utworzone we wrześniu 2010 roku. Zostało przejęte przez Google w 2014 roku. Stworzyło sieć neuronową, która uczy się grać w gry komputerowe w sposób, w jaki czynią to ludzie, jak również Neural Turing Machine – sieć neuronową, która może mieć dostęp do pamięci zewnętrznej jak konwencjonalna maszyna Turinga, czego rezultatem jest komputer naśladujący krótkotrwałą pamięć ludzkiego mózgu.
Przedsiębiorstwo ogłosiło w 2016 roku, że jego program AlphaGo po raz pierwszy pokonał zawodowego gracza go.

## Historia
Startup został założony przez Demisa Hassabisa, Shane Legg i Mustafę Suleymana w 2010 roku. Hassabis i Legg poznali się na University College London w Gatsby Computational Neuroscience Unit. 26 stycznia 2014 Google ogłosiło przejęcie DeepMind za 500 mln dolarów.
Od tego czasu w spółkę zainwestowali: Horizons Ventures, Founders Fund, jak również przedsiębiorcy pokroju Scotta Banistera i Elona Muska. Jaan Tallinn był wczesnym inwestorem i doradcą firmy. Sprzedaż do Google miała miejsce po tym, jak Facebook zakończył negocjacje z DeepMind Technologies w 2013 roku. Firma została później przemianowana na Google DeepMind i utrzymywała ją przez około dwa lata.
W 2014 DeepMind otrzymało nagrodę „Firmy Roku” przyznawaną przez Cambridge Computer Laboratory.
Po przejęciu przez Google firma utworzyła zarząd etyki sztucznej inteligencji. Rada etyki ds. Badań nad sztuczną inteligencją pozostaje tajemnicą, a zarówno Google, jak i DeepMind odmawiają ujawnienia, kto wchodzi w jej skład. DeepMind wraz z Amazon, Google, Facebook, IBM i Microsoft, jest członkiem Partnerstwa na rzecz AI, organizacji zajmującej się interfejsem społeczności i AI.

## Uczenie maszynowe
Celem DeepMind Technologies jest „rozwiązanie inteligencji”, co starają się osiągnąć, łącząc „najlepsze techniki z uczenia maszyn i systemów neuronauki, w celu zbudowania silnych algorytmów uczenia się ogólnego przeznaczenia”. Starają się sformalizować inteligencję, aby nie tylko wprowadzić ją w maszyny, ale także zrozumieć ludzki mózg. Jak wyjaśnia Demis Hassabis:
[...] attempting to distil intelligence into an algorithmic construct may prove to be the best path to understanding some of the enduring mysteries of our minds.
[...] próba rozłożenia inteligencji na konstrukt algorytmiczny może okazać się najlepszą drogą do zrozumienia niektórych trwałych tajemnic naszych umysłów.
Google Research wydało w 2016 r. dokument dotyczący bezpieczeństwa AI i uniknięcia niepożądanych zachowań podczas procesu uczenia AI. Firma DeepMind wydała również kilka publikacji za pośrednictwem swojej strony internetowej.
Do tej pory firma opublikowała badania nad systemami komputerowymi, które mogą grać w gry i rozwijać te systemy, począwszy od gier strategicznych, takich jak Go, do gier zręcznościowych. Raporty opisujące AI grające w siedem różnych gier na Atari 2600 (gra Pong w Video Olympics, Breakout, Space Invaders, Seaquest, Beamrider, Enduro i Q * bert), doprowadziły do ich przejęcia przez firmę Google. Hassabis wskazał popularną grę e-sportową StarCraft jako możliwe przyszłe wyzwanie, ponieważ wymaga dużego myślenia strategicznego i obsługi niedoskonałych informacji.

### AlphaGo
W październiku 2015 roku program komputerowy do gry w Go o nazwie AlphaGo, zasilany przez DeepMind, pokonał mistrza Europy w wyścigu Fan Hui, zawodowca 2 dan (z 9 dan możliwych), pięć do zera. Po raz pierwszy sztuczna inteligencja (AI) pokonała profesjonalnego gracza Go. Poprzednio komputery grały Go na poziomie „amatorskim”. Go jest dla komputerów znacznie trudniejsze od innych gier, takich jak szachy, ze względu na znacznie większą liczbę możliwości, co utrudnia stosowanie tradycyjnych metod AI, takich jak wyszukiwanie wyczerpujące. Ogłoszenie wiadomości zostało opóźnione do 27 stycznia 2016 r. w celu zbiegnięcia się z publikacją w czasopiśmie Nature opisu stosowanych algorytmów. W marcu 2016 r. pokonał Lee Sedol – gracza 9 dan i jednego z najwyżej ocenianych graczy na świecie – 4:1.

## Opieka zdrowotna
W lipcu 2016 r. ogłoszono współpracę pomiędzy DeepMind a Moorfields Eye Hospital. DeepMind byłby stosowany do analizy anonimowych skanów oczu, poszukujących wczesnych objawów choroby, które doprowadziły do ślepoty.
W sierpniu 2016 r. ogłoszono program badawczy ze szpitalem uniwersyteckim w Londynie w celu opracowania algorytmu, który może automatycznie różnicować tkanki zdrowe i nowotwory w obszarach głowy i szyi.
Istnieją również projekty z fundacją Royal Free London NHS Foundation i Imperial College Healthcare NHS Trust w celu opracowania nowych klinicznych aplikacji mobilnych powiązanych z elektroniczną dokumentacją pacjentów.